# Isla Tabón
Isla Tabón, también conocida como grupo Tabón, es una isla o conjunto de islas del sur de Chile que se ubica en el extremo norte del golfo de Ancud, Región de Los Lagos. Es la más meridional del archipiélago de Calbuco y tiene la particularidad de que en pleamar se divide en tres o cuatro islas. El conjunto tiene una superficie total de 8,1 km² y una población, según el censo de 2017, de 374 habitantes.

## Historia
Hacia 1735, en el periodo colonial, la isla pertenecía al partido de Calbuco del gobierno de Chiloé y contaba con una población indígena de 228 habitantes, mientras que cincuenta años después la población llegaba a 151 indígenas y 198 españoles.
José de Moraleda visitó la isla en 1788 y la describió como fértil, «i sus playas abundan de toda suerte de marisco escelente». Según el explorador, también «tiene algunos árboles de manzanos, pocos arbustos i está casi toda cultivada, lo que la hace carecer de leña».
Después de 1833 —con Chiloé anexado a Chile desde 1826 como provincia— integró el departamento de Calbuco. Para 1865 ya era parte del departamento de Carelmapu de la provincia de Llanquihue; según el censo de ese año la isla contaba con 333 habitantes.
Según lo escrito por Francisco Vidal Gormaz en la década de 1880, todos los habitantes de la isla eran en ese tiempo «labradores de madera y abandonan su isla en la estación de verano, trasladándose a los astilleros de los Andes, donde ejercen su oficio».

## Descripción
La isla Tabón se localiza en el extremo norte del golfo de Ancud, al suroeste de las islas Quenu, Chidhuapi y Puluqui. Es de baja altura y sin bosque, con forma de «pata de gallo»; en periodos de altas mareas queda dividida en islas menores: Mayelhue (también Mallelhue) hacia el oeste, Lin hacia el este y Tabón como isla central y a su vez la más grande. 

### Tabón
Es la isla central y más grande del grupo; también presenta el punto más alto, que alcanza los 46 m. Al norte se extiende hacia la punta de Ded y al poniente y oriente da forma a las bahías de Ilto y Lin, respectivamente. En ella se encuentran la capilla Nuestra Señora del Rosario y una escuela rural. De acuerdo al censo de 2017 tiene una población de 191 habitantes.

### Mayelhue
Está al oeste de Tabón. Con forma larga y angosta, se extiende por 5 km de noroeste a sureste. En ciertas condiciones de marea, se divide en dos islas: Polmallelhue y Llanquinelhue. En la década de 1990 perdió de forma permanente su conexión con Tabón, luego de que una empresa salmonera construyera un canal en el istmo que la conectaba con la isla principal, para unir el estero del Ded con la bahía Ilto. Según el censo de 2017, tiene 53 habitantes. Cuenta con una capilla centenaria, y al 2017 contaba con una escuela rural con un solo alumno.

### Lin
Se encuentra al oriente de Tabón, conectada a esta por un largo istmo de arena en el periodo de bajamar. Tiene una longitud aproximada de 1,5 km y alcanza una altura de 38 m. Cuenta, al 2017, con una población de 30 personas.

## Economía y servicios
La economía de la isla está basada fundamentalmente en pesca artesanal, recolección de algas y  agricultura de subsistencia.
Desde 2013 el grupo cuenta con electricidad permanente las 24 horas del día. En 2019 el Gobierno Regional de Los Lagos anunció fondos para la ejecución de un proyecto de agua potable rural para la isla, cosa que todavía no llega.

## Conectividad
Tabón cuenta con un servicio subsidiado de lancha de pasajeros que la conecta con Calbuco.
La ruta del servicio es isla Lin→El Estero→El Ded→Mayelhue→Calbuco y se realiza seis veces a la semana, de lunes a viernes con salida a las 7.30 h y los domingos con salida a las 14 h. El regreso se hace el mismo día.